# Brunnsholm

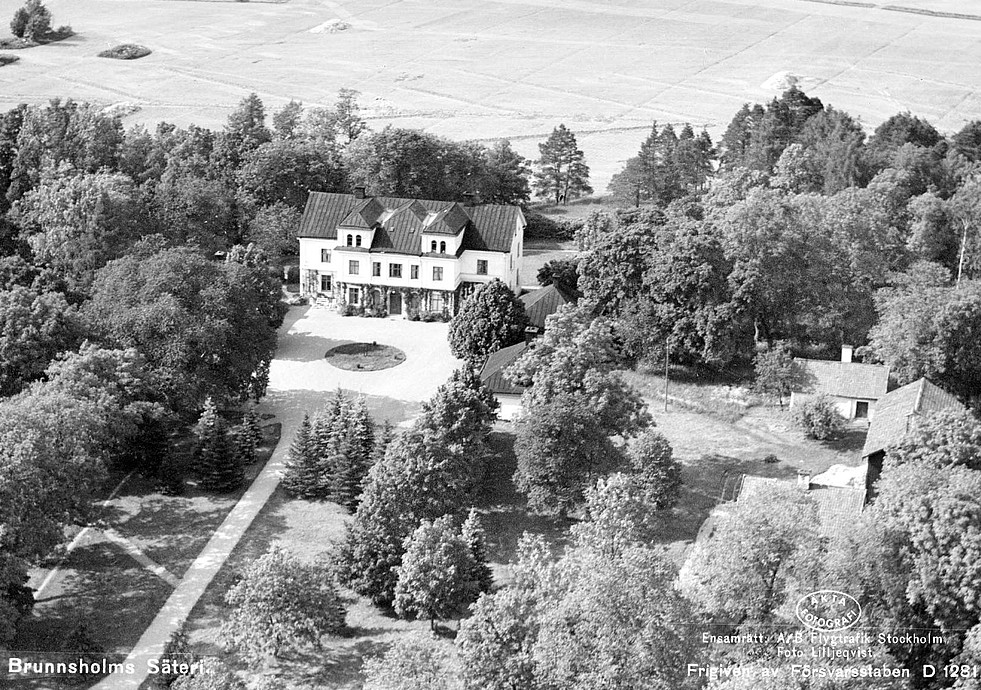
Brunnsholms säteri 1936.

Brunnsholm (även Brunsholm) är ett gods och ett tidigare säteri i Enköpings-Näs socken i Enköpings kommun i Uppland, beläget 12 kilometer sydväst om Enköping.

## Historik

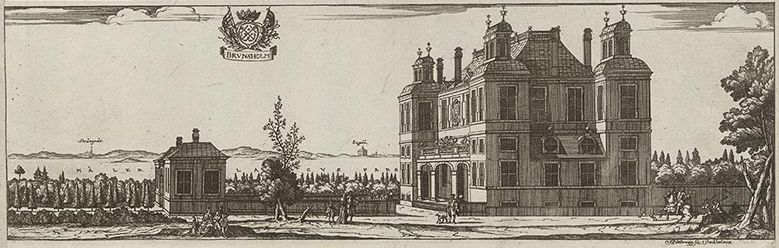
Brunsholm i Sueciaverket 1686.

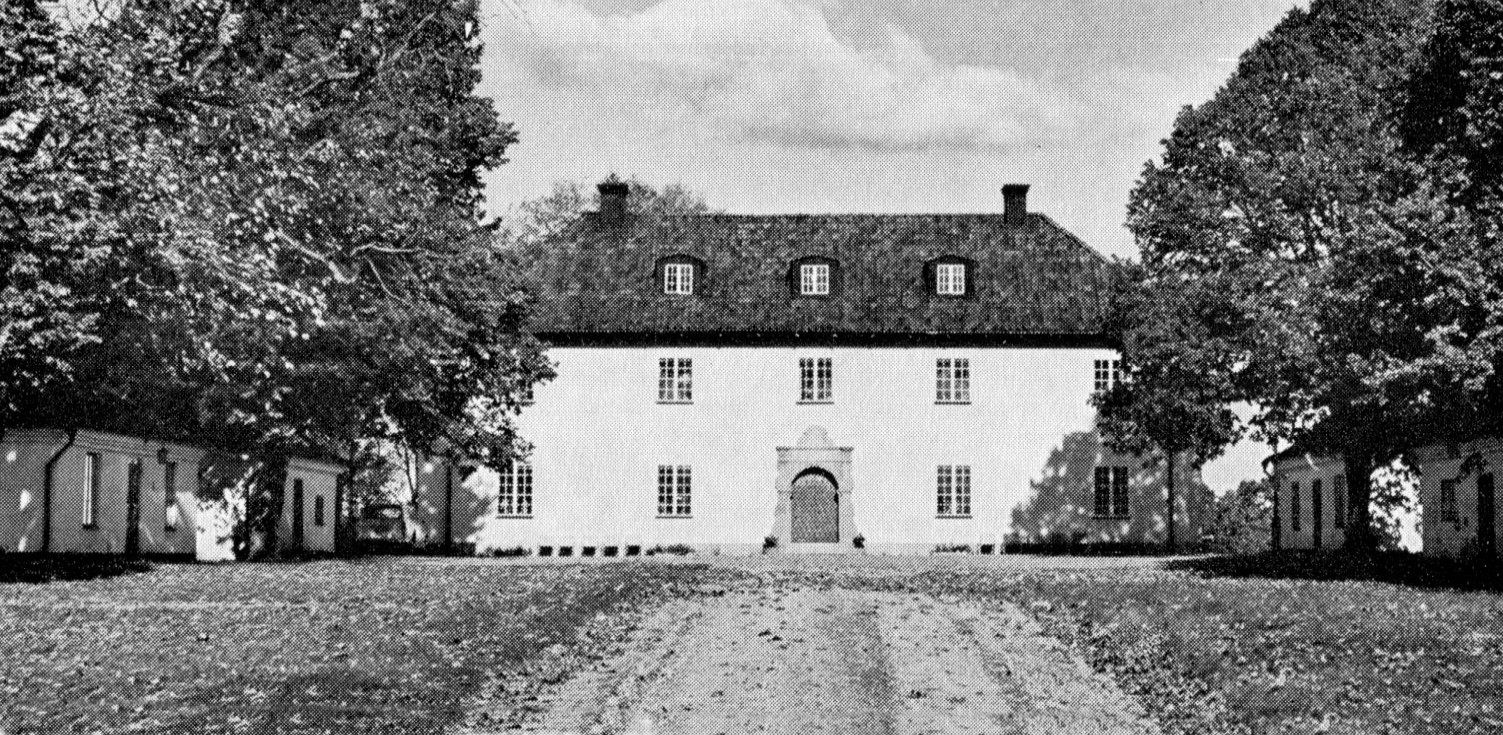
Huvudbyggnad och flyglar, 1968.

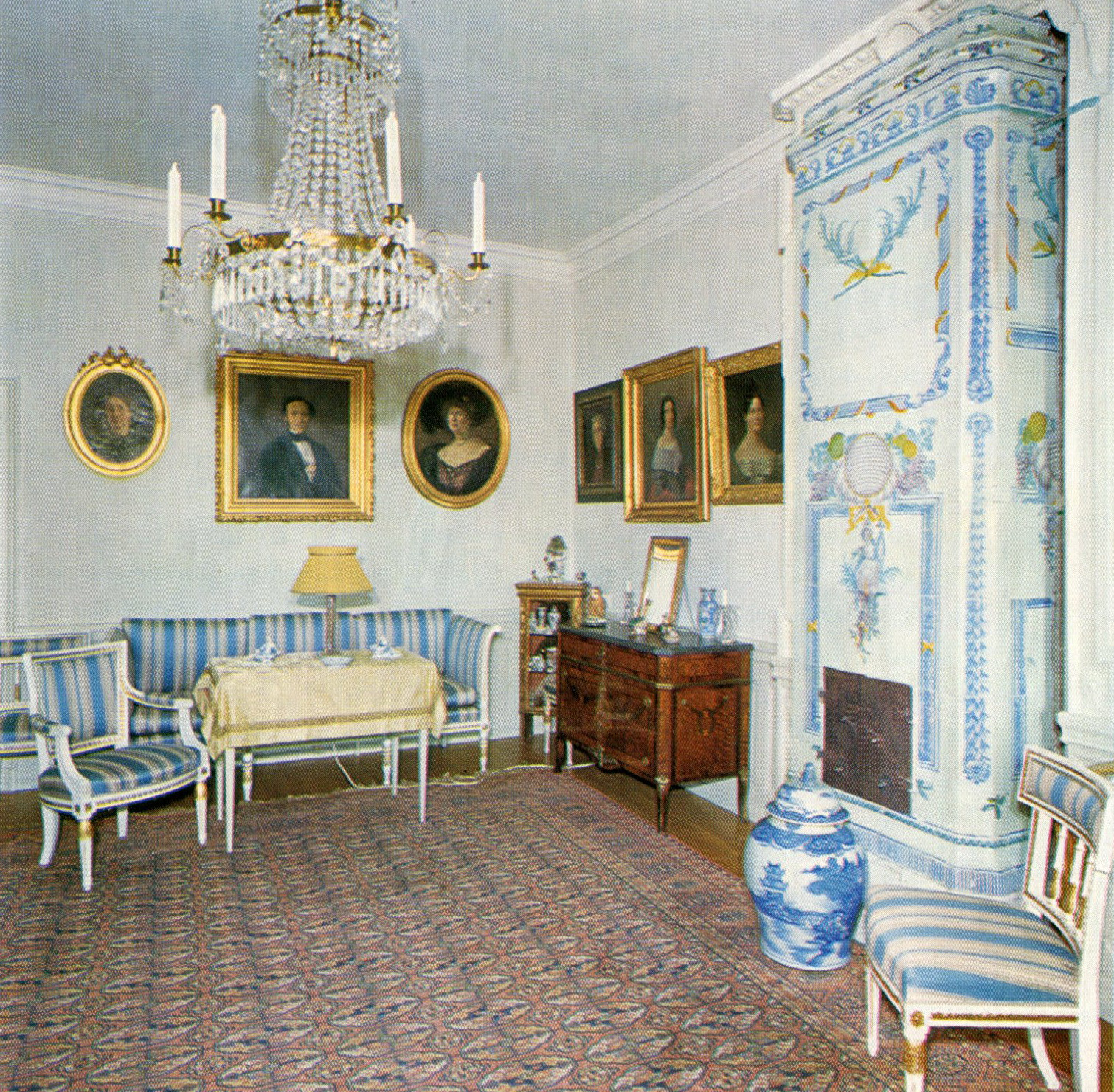
Salongen med gustaviansk inredning.

År 1302 ägdes Brunnsholm av riksrådet Magnus Gregersson (Läma) och så småningom övergick den i släkten Liljes ägo.I slutet av 1500-talet ägdes Brunnsholm av Anna Stengafvel, gift med befallningsmannen över Värmland, rikskammarrådet Schering Eriksson Arp. 
Gården ärvdes därefter av deras dotter Margareta, gift med assessorn vid Svea hovrätt Gorgonius Henriksson Gyllenankar i hans tredje gifte. Gyllenankar avled 1628 och ärvdes av deras son, landshövdingen Gabriel Gyllenankar, 1611-1657. Han var gift med sin kusin, mödrarna var systrar, Schering Rosenhanes svägerska, Maria Sparre af Rossvik, 1613-1657, dotter till ryttmästaren, ståthållaren och landshövdingen Bengt Jöransson Sparre.
Gabriel Gyllenankar och Maria Sparre fick tillsammans tio barn, varav fem söner och tre döttrar uppnådde vuxen ålder. Maria avled i barnsäng vid dottern Anna Christinas födsel 1657.
Näste ägare blev sonen Bengt, 1646-1696. Han blev auskultant vid Svea hovrätt 1670, assessor 1674 och vicepresident 1695. Han gifte sig 1681 på Bergshammar i Fogdö socken i Södermanland med Christina Magdalena Sack, 1659-1732, dotter till landshövdingen Carl Filip Sack.
Bengt Gyllenanckar hade med sin hustru fyra barn: Gabriel 1681-1740, Christina Maria 1683-1741, Carl 1684-1691 och Catharina Charlotta 1689-1695.
Det blev dottern Christina Maria som fick ärva Brunnsholm efter föräldrarna. Hon gifte sig 1711 med landshövdingen i Skaraborgs län, friherre Peter von Danckwardt 1662-1732, i hans andra gifte. Han var ägare till Normestorp i Slaka socken och Ulljeberg i Viby socken, båda i Östergötland. De fick fem barn varav Carl Magnus, född 1712, Christina Sabina, född 1715, Bengt Gabriel, född 1718, och Ulrika Beata, född 1719, uppnådde vuxen ålder.
Efter faderns död den 20 april 1732 fick Carl Magnus von Danckwardt äganderätten till Brunnsholm. Han gifte sig 1747 med Inga von Heijne, 1721-1758, och fick fem barn. Ende sonen Carl Göran, född 1749, avled ogift 1822 i Stockholm och med honom utslocknade den friherrliga ätten von Danckwardt.
Carl Magnus hade dock redan 1756 sålt Brunnsholm till den grevliga familjen von Dohna innan han genom en drunkningsolycka avled i februari 1763.

## Byggnad
Huvudbyggnaden är av sten i två våningar med fyra flyglar. Den första stenhusbyggnaden hade enligt Sueciabilderna en intrikat arkitektur i det att en kort husrektangel omgavs av fyra tornpaviljonger där de på långsidorna förenades av italienskinspirerade loggior, alltså pelargångar. På kortsidorna har utrymmet mellan tornpaviljongerna fyllts ut så att bottenvåningens plan var bredare än övervåningens, en mycket utstuderad formgivning som bara kan ha en italienskutbildad arkitekt till uppovsman. Byggherren Gabriel Gyllenanckar torde i första halvan av 1650-talet ha gett sin arkitekt, förslagsvis Nicodemus Tessin d.ä, i direktiv att hans slottsbyggnad skulle ha flera drag gemensamma med palatset Makalös i Stockholm men i den nya italiensk-franska arkitekturen. Både hörnpaviljongerna, pelargångarna i markplanet och det balustradprydda altantaket i detta renässanspalats från 1630-talet återkommer i Brunnsholm. De för Tessin så typiska fönsteromfattningarna med "öron" uppträder här för första gången. Både lantmäterikartan från 1674 som ännu finns kvar på gården och Gripenhielms avbildning i den stora Mälarkartan 1689 synes bekräfta att byggnaden utfördes så som Dahlbergs Sueciagravyr förevisar den i hans propagandaverk.. Brunnholm har tillhört ätterna Lejon, Stengavel och Dohna, och i början av 1800-talet ätten Adelswärd.

## Brunnsholm idag
Brunnsholm ägs numer av familjen Rinman. Verksamheten, fördelad på tre gårdar, är inriktad på spannmålsproduktion (höstvete, korn och oljeväxter), slaktsvins- och fårproduktion (Målhammars gård) och tillverkning av rapsdiesel. Gården omfattar 870 hektar odlad mark.